# دیکتاتور (فیلم ۲۰۱۲)
دیکتاتور (به انگلیسی: The Dictator) فیلمی در ژانر کمدی سیاه محصول سال ۲۰۱۲ است. بازیگر اصلی، نویسنده و تهیه‌کننده این فیلم ساشا بارون کوهن است و این فیلم چهارمین فیلم بلند وی پس از بورات، برونو و هوگو می‌باشد. بارون کوهن در این فیلم نقش دریاسالار ژنرال علاءالدین، دیکتاتور کشور خیالی جمهوری وادیا را بازی می‌کند. از دیگر ستاره‌های این فیلم می‌توان به آنا فاریس، بن کینگزلی، جیسون منتزوکس و جان سی ریلی اشاره کرد.
تهیه‌کنندگان فیلم در رابطه با شخصیت ژنرال علاءالدین گفته‌اند که شخصیت این کاراکتر بر اساس زندگی واقعی دیکتاتورهایی همچون کیم جونگ اون، معمر قذافی، بن لادن و… می‌باشد.

## داستان فیلم
علاءالدین دیکتاتوری تمام عیار در کشور کوچک وادیا در شمال آفریقا می‌باشد. خانواده او به مدت چهل سال حاکم مطلق این کشور بوده‌اند. خود علاءالدین از هفت سالگی پس از مرگ پدرش جانشین او شد و کشور را به صورتی کاملاً استبدادی اداره می‌کند، وی حتی با خودکامگی مسابقات المپیک را نیز در وادیا برگزار می‌کند. در زندگی شخصی نیز وی ابایی از ولخرجی و ریخت و پاش ندارد. همچنین یکی از نقاط قابل توجه در مورد او داشتن محافظان زن زیبارو و باکره می‌باشد. او در تلاش برای ساخت موشک‌های هسته‌ای است در حالی که کشورهای مختلف از این موضوع هراسناک هستند؛ وی پس از مدتی مذاکره با عده‌ای از خبرنگاران و سیاستمداران برای شرکت در اجلاس سران کشورها و سخنرانی دربارهٔ اهداف هسته‌ای به سازمان ملل در نیویورک می‌رود. در نیویورک پیش از ارایه سخنرانی شبانه از هتل محل اقامتش توسط افراد زیردست مشاور خودش ربوده می‌شود؛ اما به نحوی موفق به فرار از دست ربایندگانش می‌شود؛ ولی به دلیل آنکه ربایندگان ریش پرپشتش را تراشیده‌اند موفق به شناساندن خود و بازگشت به محل اقامتش نمی‌شود. سرانجام توسط یکی از افراد به نام نضال که قبلاً در حکومت او نقش مهمی در پیشبرد اهداف هسته‌ای داشته ولی هم‌اکنون از کشور گریخته و در نیویورک زندگی می‌کند به محل اقامتش بازمی‌گردد و با ریشی که از جسد یک مرده (مورگان فریمن) دزدیده شده، موفق به فریب افراد محافظش می‌شود. وی سخنرانی آتشینی در نیویورک در مدح دیکتاتوری ارایه می‌دهد. همزمان با این اقدامات وی به زنی به نام زویی که در زمان آوارگیش در نیویورک کمکش نموده دل می‌بندد و با او ازدواج می‌کند. در بازگشت به کشورش اما وی متحول شده و هوادار دموکراسی می‌شود. وی شروع به اصلاحات ساختاری نموده و یک سال بعد انتخابات برگزار می‌کند و….

### نسخه رده‌بندی‌نشده
نسخه رده‌بندی نشده دیکتاتور ۹۸ دقیقه است که ۱۵ دقیقه از نسخه سانسور شده آن طولانی‌تر است. بیشتر این موارد، محتوا و دیالوگ‌های جنسی دارند.

### صحنه‌های سانسور شده
در بخشی از فیلم، بدل علاءالدین که چوپانی بوده در اتاقی از بی حوصلگی ایستاده تا اینکه مشاور علاءالدین با تعدادی زن محافظ وارد اتاق می‌شود و به او پیشنهاد هم‌خوابی با آن زنان را به بدل علاءالدین می‌کند ولی بدل علاءالدین مردی کاملاً بی عقل است و در برابر آن زنان مقاومت می‌کند و در نهایت به جای هم‌بستر شدن با آنها، شیر سینه زنان محافظ را می‌دوشد!
در سکانسی علاءالدین برای تشکر به طرف زویی می‌رود و برای قدردانی از او پیشنهاد هم‌خوابی با او را می‌کند، اما زویی قبول نمی‌کند و می‌گوید برای برطرف کردن نیازهای جنسی اش از دستان خودش کمک بگیرد و در نهایت او را با خودارضایی آشنا می‌کند!
در صحنه‌ای علاءالدین در قسمت پشتی فروشگاه زویی خوابش می‌برد تا اینکه یکی از نگهبانانش به نام اترا، سر می‌رسد تا با سینه‌های بزرگش، او را بکشد، در این سکانس اترا سینه‌هایش را برهنه می‌کند و سعی می‌کند علاءالدین را خفه کند اما موفق نمی‌شود و پس از تخریب بخش‌هایی از فروشگاه به صورت اتفاقی می‌میرد.
در صحنه‌ای دیگر، آقای اگدن، مدیر هتل لنکستر، با زویی صحبت می‌کند تا با آنها قرارداد همکاری برای تأمین مواد غذایی هتل را ببندند و همزمان وارد فروشگاه می‌شوند تا از فروشگاه هم بازدیدی داشته باشند اما بخاطر درگیری علاءالدین با اترا و باخبر شدن علاءالدین دربارهٔ خودارضایی و صحبت دربارهٔ آن در حضور مدیر هتل، زویی موفق به بستن قرارداد نمی‌شود.
در بخشی از فیلم، یکی از مشتریان فروشگاه دچار درد حاملگی می‌شود و از افراد حاضر در فروشگاه درخواست کمک می‌کند، در این حال علاءالدین می‌گوید که در وادیا چندین سال است که قابله بوده! سپس وی به کمک زن باردار می‌رود و با همکاری زویی موفق به انجام زایمان طبیعی می‌شوند.

## بازیگران
- ساشا بارون کوهن در نقش ژنرال علاءالدین، آلیسون برگرز و بدل ژنرال علاءالدین
- جیسون منتزوکاس در نقش نادال
- آنا فاریس در نقش زوئی
- بن کینگزلی در نقش تمیر
- جان سی ریلی در نقش کلایتون
- بابی لی در نقش آقای لائو
- سید بدریا در نقش عمر
- ادیل اختر در نقش ماروش
- ادوارد نورتون در نقش خودش
- مگان فاکس در نقش خودش
- باستی هارت در نقش اترا
- کریس الیوت در نقش اگدن
- کری شندلینگ در نقش پزشک
- کریس پارنلl در نقش مجری خبر
- آسیف منداوری در نقش پزشک
- نسیم پدراد در نقش مجری زن GMW
- ریضوان مانجی در نقش بیمار

## سانسور
این فیلم به‌طور رسمی در تاجیکستان و ترکمنستان ممنوع شد و با اعمال سانسورهایی مدت زمان آن در ازبکستان نیز به ۷۱ دقیقه رسید. این فیلم همچنین در کشورهای ایتالیا، مالزی و قزاقستان نیز سانسور شده‌است.